# ولقان يمان
ولقان يمان (بالتركية: Volkan Yaman)‏ (27 أغسطس 1982 بميونخ في ألمانيا - ) هو لاعب كرة قدم تركي في مركز الدفاع. شارك مع منتخب تركيا لكرة القدم. أما مع النوادي، فقد لعب مع أنطاليا سبور وإسكيشهرسبور وغلطة سراي ونادي قاسم باشا وVfR Garching ‏ وSV Heimstetten ‏.

## وصلات خارجية
- ولقان يمان على موقع الاتحاد الدولي (مؤرشف)  (الإنجليزية)
- ولقان يمان على موقع اتحاد تركيا (لاعب) (الإنجليزية)
- ولقان يمان على موقع قاعدة بيانات كرة القدم.إي يو (الإنجليزية)
- ولقان يمان على موقع بيانات كرة القدم. دي إي (الألمانية)
- ولقان يمان على موقع ناشيونال فوتبول تيمز (الإنجليزية)
- ولقان يمان على موقع عالم كرة القدم.نت (الإنجليزية)